# Świstak himalajski
Świstak himalajski (Marmota himalayana) – gryzoń z rodziny wiewiórkowatych, jeden z przedstawicieli rodzaju Marmota.
Opis: Długość ciała 40–80cm; futro jasnobrązowe zmieszane z czarnym na grzbiecie.
Siedlisko: Łąki wysokogórskie od 4000 do 5500 m n.p.m. Występuje w Nepalu, zachodnich Chinach i Indiach.   
Liczebność: Nieznana.  